# Jason Friedberg
Jason Friedberg (Newark, 13 ottobre 1971) è un regista, sceneggiatore e produttore cinematografico statunitense.

## Filmografia

### Regista
- Epic Movie (2007)
- 3ciento - Chi l'ha duro... la vince (Meet the Spartans) (2008)
- Disaster Movie (2008)
- Mordimi (Vampires Suck) (2010)
- Angry Games - La ragazza con l'uccello di fuoco (The Starving Games) (2013)
- Best Night Ever (2013)
- Superfast & Superfurious (Superfast!) (2015)

### Sceneggiatore
- Spia e lascia spiare (Spy Hard) (1996)
- Scary Movie (2000)
- Hot Movie - Un film con il lubrificante (2006)
- Epic Movie (2007)
- 3ciento - Chi l'ha duro... la vince (Meet the Spartans) (2008)
- Disaster Movie (2008)
- Mordimi (Vampires Suck) (2010)
- Angry Games - La ragazza con l'uccello di fuoco (The Starving Games) (2013)
- Best Night Ever (2013)
- Superfast & Superfurious (Superfast!) (2015)

### Produttore
- Hot Movie - Un film con il lubrificante (Date Movie) (2006)
- Epic Movie (2007)
- 3ciento - Chi l'ha duro... la vince (Meet the Spartans) (2008)
- Disaster Movie (2008)
- Best Night Ever (2013)